# Prázdniny s Broučkem
Prázdniny s Broučkem je česká filmová komedie Jiřího Matouška z roku 2024 s Barborou Polákovou a Lukášem Příkazkým v hlavních rolích.

## Příběh
Foodblogerka a matka dvou dětí Monika (Barbora Poláková) se rozhodne splnit si sen a vyrazit na dovolenou k Jadranu zděděným karavanem po rodičích. Jejímu manželovi, učiteli Honzovi (Lukáš Příkazký) nezbývá než toto přání respektovat a dobrodružství se vydat společně.

## Obsazení
| Barbora Poláková | Monika     |
| Lukáš Příkazký   | Honza      |
| Michal Isteník   | štamgast   |
| Martin Sobotka   | štamgast 2 |
| Tomáš Jeřábek    | starosta   |